# Caridina nudirostris
Caridina nudirostris е вид десетоного от семейство Atyidae.

## Разпространение и местообитание
Видът е разпространен във Фиджи.
Обитава сладководни басейни и потоци.